# Morsalines
Morsalines era una comuna francesa que estaba situada en el departamento de Mancha, de la región de Normandía que el 1 de enero de 2019 pasó a formar parte de la comuna nueva de Quettehou como comuna delegada.

## Historia
El 28 de noviembre de 2019 el consejo municipal decidió su supresión como comuna delegada con carácter efectivo desde el 25 de mayo de 2020.

## Demografía
| Gráfica de evolución demográfica de Morsalines entre 1800 y 2018 |
|                                                                  |

Los datos demográficos contemplados en este gráfico de la comuna de Morsalines se han cogido de 1800 a 1999 de la página francesa EHESS/Cassini, y los demás datos de la página del INSEE.